# یون جی مین
یون جی مین (کره‌ای: 윤지민؛ زادهٔ یون جی یونگ در ۲۳ اکتبر ۱۹۷۷) بازیگر و مدل اهل کره جنوبی است. از آثاری که آنها ایفای نقش کرده‌است می‌توان به سقوط بر روی تو و  آنا اشاره کرد.

## زندگی شخصی
یون جی مین با بازیگر کوان مین در تاریخ ۱۳ ژوئیه ۲۰۱۳ در THE RAUM، سئول ازدواج کرد. یون در ۲۰ دسامبر ۲۰۱۴ دخترش به دنیا آمد.